# Rodolfo González Rissotto
Luis Rodolfo González Rissotto (Montevideo, 7 de octubre de 1949-ib., 28 de marzo de 2020) fue un profesor, historiador y político uruguayo, vinculado al Partido Nacional.

## Biografía
Hijo de Ana Eusebia Rissotto Rissotto y Luis González González. Casado con Susana Teresita Rodríguez Varese con quien tenía un hijo Leandro Rodolfo González Rodríguez. 
Se desempeñó como director nacional de Educación (1990-1993), subsecretario y ministro de Defensa Nacional (1993-1995) y ministro de la Corte Electoral (1996-2010). Historiador que junto a su esposa, Susana Rodríguez Varese han establecido con precisión la importancia que tuvo la influencia de los guaraníes de las misiones jesuíticas en la formación de la sociedad uruguaya y que dan cuenta de una cultura en la que además de la influencia europea, se reivindica los significativos aportes de la comunidad indígena de los guaraníes, misioneros y paraguayos.
También era un especialista en derecho electoral y uno de los uruguayos que más ha escrito sobre las cuestiones electorales que conforman uno de los regímenes más singulares del mundo. En este campo ha trabajado sobre las medidas de accesibilidad de las personas que tienen discapacidad en los procesos electorales de América. Otra de sus especialidades era el uso de los institutos de democracia directa en el Uruguay. 
Fue el organizador del último acto político realizado en Uruguay antes del golpe de Estado de 1973, en el que hiciera uso de la palabra Wilson Ferreira Aldunate, el 26 de junio, antes de iniciar el largo período de exilio hasta 1984.
Egresado del Instituto de Profesores Artigas en la especialidad de historia, para ejercer la docencia a nivel de educación secundaria.
Falleció en Montevideo el 28 de marzo de 2020, a los setenta años, en el marco de la pandemia de COVID-19 en Uruguay, siendo la primera víctima mortal.
Actualmente la sección de su biblioteca especializada en temas jesuítico-guaraníes se encuentra albergada en el Centro de Documentación Daniel Vidart, en la ciudad de Paysandú.

## Ámbito educativo

### Como historiador
Comenzó sus investigaciones bajo la orientación del profesor Juan E. Pivel Devoto en el Museo Histórico Nacional a partir de 1971. En 1978 pasó a integrar el equipo de integrantes de la Comisión Nacional Archivo Artigas. 
Continuó sus tareas de investigación hasta su fallecimiento en 2020 y tiene 23 obras publicadas de carácter histórico.

### Como educador
Dictó cursos y seminarios en la Universidad de Montevideo (2010-2012), y en la Universidad de la Empresa (2012-2020). Asimismo dictó clases en el Instituto de Profesores Artigas (2013-2020). Dictó cursos de posgrado sobre derecho electoral en la Universidad Nacional Autónoma de México (2010-2014). 
Ocupó además el cargo de director nacional de Educación (1990-1993) del ministerio de Educación y Cultura (MEC). Debe mencionarse que se desempeñó como secretario de la Comisión Coordinadora de la Educación; y de la Comisión Nacional de Cooperación Internacional en Educación; presidió la Comisión Nacional de Educación de Adultos; fue coordinador nacional de Uruguay de Proyectos del MEC y la OEA. Presidió la Comisión Nacional de Becas; Fue fundador del Comité Coordinador Regional de Educación para el Mercosur. 
En el plano internacional intervino como consultor del Parlamento Latinoamericano (PARLATINO) y de la Organización de las Naciones Unidas para la Educación la Ciencia y la Cultura (Unesco) en la elaboración del Plan de Educación para el Desarrollo y la integración de América Latina (1995-1996). Tomó parte de la fundación de la Universidad de las Américas (UNIAMERICA). 
De su dilatada actuación se deben citar más de diez obras sobre educación, algunas como coordinador y otras de carácter personal.
Colaborador destacado como parte interesada de la firma Agro Empresa Forestal ayudando a declarar las tumbas del soldado Blanco Cirilo Vera y del capataz de Arteaga Geronimo Farias como Sitios o Áreas de alto valor para la conservación como parte importante de la historia del Uruguay. Tumbas que actualmente se encuentran en el predio Mi Generala ubicadas en el departamento de Florida.

## Actuación en materia electoral
En 1983 fue convocado por el presidente del directorio del Partido Nacional para crear la Oficina de Asuntos Electorales, iniciando una labor de especialización que lleva más de 33 años.
En noviembre de 1996 fue nombrado ministro de la Corte Electoral de Uruguay cargo que ocupó hasta julio de 2010. Fue coordinador del Proyecto de Tecnificación de la Corte Electoral, del Programa de Cooperación Bilateral España-Uruguay, que informatizó los principales registros y archivos de la Justicia Electoral de Uruguay.
Dictó cursos y seminarios en diversas ciudades y países. 
De su extendida actuación se deben citar más de 26 obras, entre libros y artículos especializados en temas y cuestiones electorales.

## Pertenencia a organizaciones nacionales e internacionales
Se desempeñó como consultor de diversos organismos nacionales como internacionales, tales como del PARLATINO, para la OEA, el IFES, IDEA-Internacional, de Unesco; del Instituto Interamericano de Derechos Humanos (IIDH-CAPEL). Fue coordinador del Proyecto Internacional del Instituto Interamericano de Derechos Humanos, sobre el acceso de las personas discapacitadas a los procesos electorales en América (2003-2004). Miembro fundador de la Asociación Iberoamericana de Derecho Electoral, con sede en México, en 2010. Miembro fundador del Centro de Información e Investigación del Uruguay (CIIDU) (1984-1985). Investigador del Centro para la Democracia Uruguay (CELADU) (1985 a 1991). Miembro del comité de las Jornadas Internacionales de las Misiones Jesuíticas del Paraguay y Río de la Plata (1992-2010); del Instituto Manuel Oribe (1993-2020); de la Academia Uruguaya Marítima y Fluvial (1997-2020). Miembro correspondiente de la Academia Paraguaya de la Historia (1998-2020). Miembro Honoris Causa del Instituto Brasilero de Derecho Electoral (IBRADE) (2003-2020); integrante de la Junta Ejecutiva del Ateneo de Montevideo (2010-2020).

## Libros y artículos publicados
- Contribución al estudio de la influencia guaraní en la formación de la sociedad uruguaya, en colaboración con la Profesora Susana Rodríguez Varese. (1982)
- El proceso de aculturación de los guaraníes-misioneros en el Uruguay, en colaboración con la Profesora Susana Rodríguez Varese. (1988)
- Los Guaraníes Misioneros en la Formación de la Sociedad Uruguaya, en colaboración con la Profesora Susana Rodríguez Varese. (1988)
- «Los Simposios de Santa Rosa». Publicado en la revista Hoy es Historia, n.° 26, de abril de 1988 en Montevideo. (1988)
- Importancia de las Misiones Jesuíticas en la formación de la Sociedad Uruguaya.
- La descentralización cultural.
- En busca de los Orígenes Perdidos - Los guaraníes en la construcción del ser uruguayo. 2017 2.ª edición.

## Ámbito político
Desarrolló una intensa actividad en el Partido Nacional. Fue fundador de la Coordinadora Cerrito de la Victoria en 1972 que seguía las orientaciones de Wilson Ferreira Aldunate. En una actividad de la coordinadora se realizó el último acto político en Uruguay antes de la dictadura, pues se realizó en la noche del 26 de junio de 1973 en el Cine Gran Prix, en horas previas al golpe de Estado. 
Participó de diversas actividades contra la dictadura en el período 1973 a 1985. Secretario general de la Comisión Electoral de ACF en las elecciones de autoridades internas de los partidos políticos de 1982, que organizó el control de los comicios en plena dictadura. 
Fue elegido Convencional Nacional por el departamento de Montevideo (período 1983-1985). Se desempeñó como secretario de la comisión que tuvo a su cargo en la elaboración del Programa de Principios del Partido Nacional de 1983-84, con el que compareció en las elecciones nacionales de 1985. Tuvo a su cargo la creación de la Oficina Electoral del Directorio del Partido Nacional, entre 1983 a 1985, bajo la presidencia del profesor Juan E. Pivel Devoto.
Resultó elegido Convencional Nacional del Partido Nacional para el Departamento de Montevideo en el período 1985 a 1990 y de 1995 a 2000. Se desempeñó como secretario adjunto de Asuntos Electorales del Directorio del Partido Nacional en el período de 1986 a 1990, bajo las presidencias de Wilson Ferreira Aldunate y Roberto Rubio. Y luego como secretario de Asuntos Electorales del Directorio entre 1990 y 1995.